# Polysphenodon mulleri
Polysphenodon mulleri — викопний вид дзьобоголових плазунів, що існував у пізньому тріасі (235—206 млн років тому). Викопні рештки плазуна виявлені у свердловині на глибині 775 метрів у відкладеннях літостратиграфічної групи Койпер поблизу Ганновера в Німеччині. Зразок був втрачений у 1930-х роках, але копії збереглися.

## Опис
Кінцівки полісфенодона довгі порівняно з розміром черепа та подібні за пропорціями до деяких видів гомеозаврів. Ця схожість вважається конвергентною ознакою, що виникла внаслідок подібних рухових потреб, а не тісних еволюційних зв'язків.
Polysphenodon був тісно пов'язаний з Brachyrhinodon і Clevosaurus, з якими він належить до клади Clevosauridae. І полісфенодон, і брахиринодон мали тупі морди, але Фрейзер і Бентон (1989) показали, що ступінь вкорочення морди в обох форм був переоцінений через спотворення у скам'янілостях. Подовжена скронева область і довжина міжочної ділянки, що перевищує довжину тім'яної пластинки, є передовими ознаками туатар. Полісфенодон в обох випадках демонструє плезіоморфні ознаки, хоча Brachyrhinodon — просунутіший.